# W43K
W43K（だぶりゅーよんさんけー）は、京セラによって開発され、KDDIおよび沖縄セルラー電話のauブランドで販売されていたCDMA 1X WINの携帯電話である。

## 特徴
- W41Kの鑑定的な後継機種にあたる端末で「DBEX」・「BBE M3」を搭載し、音楽機能が強化された。充電台にはウーファーが用意されている。
- センサーリングキーの搭載によって、使い勝手も向上した。4方向キーにより再生・停止・選曲が行えるほか、指で軽くなぞればプレイリストの選択やボリュームの調整も行える。
- auの京セラ製端末としては初めて、「EZ FeliCa」、および「au ICカード（R-UIMカード）」に対応した。
- 本端末の背面パネルのデザインはオーディオ用スピーカーシステムのエンクロージャーの前面バッフル部のサランネットをモチーフとしている。

## 沿革
- 2006年（平成18年）8月28日 KDDI、および京セラより公式発表。
- 2006年10月6日 全国にて一斉発売。
- 2007年（平成19年）2月 販売終了。

## 対応サービス
- au LISTEN MOBILE SERVICE
- EZ「着うたフル」
- EZ「着うた」
- Hello Messenger
- 安心ナビ
- 赤外線通信
- EZアプリ (BREW)
- EZ待ちうた
- EZナビウォーク(声de入力対応)
- EZ助手席ナビ
- EZチャンネル
- EZ・FM
- EZ FeliCa
- EZブック
- バーコードリーダー&メーカー(QRコード対応)
- ムービーメール(S/M/L)
- EZムービー(S/M/L/LL/QVGA)

## 不具合
2006年12月28日に以下の不具合の修正と機能追加がケータイアップデートにより行われた。
- 着うたフルを再生すると、途中で再生が止まってしまう場合がある
- EZサービスの初期設定に失敗し、Eメールを受信できない場合がある

2007年7月26日に以下の不具合の修正と機能追加がケータイアップデートにより行われた。
- オートロックの再ロック設定時、オートロック一時解除中に待受画面でCメール・Eメールを受信するとオートロックの再ロックが自動で行われない場合がある
- ホットインフォ受信時の着信音 (イルミネーション含む) において、誤った着信音 (イルミネーション) が流れる場合がある
- au ICカードの瞬間的な接触不良により電源が切れる場合がある

2008年8月22日に以下の不具合の修正と機能追加がケータイアップデートにより行われた。
- 稀にケータイサイトの会員登録や登録済サイトへの接続ができない場合がある

2009年2月3日に以下の不具合の修正と機能追加がケータイアップデートにより行われた。
- 法人向けのサービス「ビジネス便利パック/GPS MAP」において、業務連絡機能が正しく動作しない場合がある

## その他
- アンフェア the special 『コード・ブレーキング～暗号解読』にて香川照之がこの機種を使用していたがブルーターコイズとシャイニーシルバーの2トーンカラーだった。このドラマの為に特注したものだと思われる。

## 注
1. ↑  2012年（平成24年）7月23日より利用不可